# Mardikh
Mardikh (tiếng Ả Rập: مرديخ) là một ngôi làng ở tỉnh Idlib của Syria. Đây là ngôi làng gần nhất với địa điểm lịch sử Ebla ("Tel Mardikh"), phía đông nam Idlib. Các địa phương gần đó bao gồm Saraqib ở phía bắc, Kafr Amim ở phía đông, Maardabsah và Khan al-Sabl ở phía nam và Dadikh ở phía tây. Theo Cục Thống kê Trung ương Syria (CBS), Mardikh có dân số 2.918 người trong cuộc điều tra dân số năm 2004.